# Aéroport Ambalamanasy de Toamasina
L'aéroport Ambalamanasy de Toamasina (code IATA : TMM • code OACI : FMMT) dessert la ville de Toamasina (Tamatave en français), ville portuaire de l'est de Madagascar, chef-lieu éponyme de l'ex-province de Tamatave et de l'actuelle région d'Atsinanana, à 353 km au nord-est de la capitale, Antananarivo.

## Situation
L'aérodrome se situe à 5,2 km au nord du centre-ville de Toamasina, le long des quartiers Ambohijafy et Tahiti Kely, à quelque 500 m de la côte de l'océan Indien. On y accède en voiture, en taxi ou en tuk-tuk par la RN 5 dont l'état au sein de la ville est déplorable. Il y a des hôtels dans le voisinage immédiat.
L'aéroport dessert également la station balnéaire de Foulpointe (Mahavelona en malgache) moyennant un trajet d'à peu près 3 heures en taxi-brousse ; une gare routière de correspondance se trouve à proximité de l'aéroport.

### Carte des aéroports de Madagascar
| \| 30 km1:4 466 000 \| Ambalabe Ambalavao Ambatomainty Ambatondrazaka Ambilobe Ambohijanahary Mahajanga Ampampamena Ampanihy Analalava Andapa Andavadoaka Ankaizina Ankavandra Ankazoabo BA Arivonimamo Antsalova Antsirabato Antsirabe Antsoa Antsiranana · Arrachart Befandriana · Avaratra Bekily Belo sur · Tsiribihina Besalampy Betioky Doany Farafangana Nosy Be · Fascene Fianarantsoa Ihosy Ilaka-Est Antananarivo · Ivato Mahanoro Maintirano Malaimbandy Mampikony Manakara Mananara Nord Mananjary Mandabe Mandritsara Manja Maroantsetra Miandrivazo Morafenobe Morombe Morondava Port-Bergé Sainte · Marie Samangoky Sambava Soalala Tôlanaro · Fort-Dauphin Tambohorano Toamasina · Ambalamanasy Toliara Tsaratanana Tsiroanomandidy Vangaindrano Vatomandry Vohémar · Vohimarina |
| 30 km1:4 466 000 |

Les aérodromes en gras ont des liaisons régulières commerciales

## Compagnies et destinations
| Compagnies                 | Destinations                                        |
| -------------------------- | --------------------------------------------------- |
| Madagascar Airlines        | Antananarivo, Sainte-Marie, Sambava*, Maroantsetra* |
| Ewa Air (pour Air Austral) | La Réunion-R. Garros                                |

*en saison